# چکاوک نوک‌دراز کارو
چکاوک نوک‌دراز کارو (نام علمی: Certhilauda subcoronata) نام یک گونه از سرده چکاوک‌های نوک‌دراز است.